# Kranéa (Grevená)
Kranéa, en grec moderne : Κρανέα, est un village du dème de Grevená, district régional de Grevená, en Macédoine-Occidentale, Grèce.
Selon le recensement de 2011, la population du village s'élève à 385 habitants.